# Psychotria phaneroplexa
Psychotria phaneroplexa är en måreväxtart som beskrevs av Paul Carpenter Standley. Psychotria phaneroplexa ingår i släktet Psychotria och familjen måreväxter. Inga underarter finns listade i Catalogue of Life.